# Bellavista (Donmatías)
Bellavista es un centro poblado del municipio de Donmatías (Antioquia) en Colombia. El centro poblado dista 18 kilómetros del oriente de la cabecera municipal de Donmatías, Está ubicado justo al frente del centro poblado San Isidro (Santa Rosa de Osos), en una cumbre de la cordillera central, al sur del río Grande y al occidente del río Medellín. Es una región montañosa, sus tierras son propicias para el cultivo de café, yuca, plátano, entre otros. Es una población dedicada en su mayoría a la ganadería.

## Historia y geografía
Después de la pasada guerra civil, mineros que trabajaban en la parte oriental del distrito fueron levantando sus casas en el paraje conocido desde tiempo atrás con el nombre Calichal y así surgió un caserío, que quedó ubicado en los propios linderos con el municipio de Barbosa.
A partir de 1907 se constituyó como centro poblado; el territorio que lo conformaba pasó por completo al municipio de Don Matías y su nombre fue cambiado por el de Bellavista   
Bellavista era un punto medio entre Barbosa y Don Matías, donde los arrieros llevaban o transportaban víveres, hacia Don Matías y traían el oro que se extraía de Don Matías.
Fue llamado Bellavista porque está situado sobre un estribo del segundo ramal de la cordillera que recorre al municipio, lo que le da una encantadora vista panorámica sobre las ollas del río Grande y de Porce, esto explica el motivo de su nombre.
Bellavista es parroquia desde hace largos años y fue creada por el obispo de Santa Rosa De Osos,Monseñor Miguel Ángel Builes; su primer párroco fue el presbítero Antonio José Cadavid Chaverra, el cual ejerció alrededor de 47 años su labor pastoral en el centro poblado.
En aquel tiempo, solo había una pila de agua la cual estaba ubicada muy cerca de la iglesia, y toda la gente iba con vasijas para abastecerse de esta, era tan escasa que hasta surgían problemas para obtenerla.

Mediante acuerdo #12 del 24 de octubre de 1907, el concejo municipal de Donmatías dio a este centro poblado el nombre de Bellavista en lugar de Calichal. No existe decreto de erección de la vicaría parroquial. Según comunicación de Mons. Builes del 23 de diciembre de 1944, el presbítero Antonio José Cadavid Ch. Fue nombrado cooperador de Donmatías con Residencia en Bellavista. Por decreto #1 del 4 de febrero de 1975, Mons. Joaquín García O. Nombró vicario Parroquial al mismo Padre Cadavid. Creada parroquia por decreto #11 del 17 de noviembre de 1992 de Mons. Joaquín García Ordóñez.